# Garganói bozótszöcske
A garganói bozótszöcske (Eupholidoptera garganica) a fürgeszöcskék családjába tartozó, Dél-Európában honos szöcskefaj.

## Megjelenése
A garganói bozótszöcske közepes méretű faj, testhossza 24-29 mm. Alapszíne zöld, háta néha barnássárga. A hátsó comb oldalán jellegzetes, toll alakú fekete mintázat látható. A szemektől a torpajzs végéig egy széles fekete csík fut. Fekete szárnyai csökevényesek, éppen csak kilátszanak a torpajzs alól.
Nappal és éjjel is énekel, igen rövid cirpeléseket ismételget gyorsan (0,5-2 cirpelés/mp).

### Hasonló fajok
Egyes szerzők az Eupholidoptera chabrieri alfajának tartják.  

## Elterjedése
Dél-Európában honos, Olaszország Puglia régiójában, valamint az Adria túlpartján, Dél-Albániában és Északnyugat-Görögországban (Korfu és Epirusz). Magyarországon is ismert egy kis állománya Budapesten, Albertfalván, ahová valószínűleg növényimporttal hurcolták be. 

## Életmódja
Bozótosokban, erdőszéleken, szedresekben él. 
Kifejlett egyedeivel július-augusztusban találkozhatunk. A peték áttelelnek. 
Kis elterjedési területe, izolált populációi, élőhelyén a gyakori erdőtüzek miatt a Természetvédelmi Világszövetség Vörös listáján veszélyeztetett státusszal szerepel. Magyarországon nem védett.